# لو شوبنیکف
 لو شوبنیکف (روسی: Лев Васи́льевич Шу́бников؛ زاده ۹ سپتامبر ۱۹۰۱ درگذشته ۱۰ نوامبر ۱۹۳۷) یک فیزیک‌دان اهل روسیه بود.